# Muid
Der Muid war ein französisches Volumenmaß unterschiedlicher Größe für Getreide und Salz und Holzkohlen.
- Weizen:1 Muid = 12 Setiers/Velte = 144 Boisseaux = 18,73195 Hektoliter (Weizenmuid)
- Holzkohle: 1 Muid = 10 Setiers (Kohlensetier)= 320 Boisseaux = 41,62655 Hektoliter =2 2/9 Weizenmuid = 1 1/9 Hafermuid = 1 2/3 Salzmuid
- Hafer: 1 Setier = 12 Setiers (Hafersetier) = 288 Boisseaux = 37,4639 Hektoliter entsprach 2 Weizenmuid
- Salz: 1 Muid = 12 Setiers (Salzsetier) = 192 Boisseaux = 24,97593 Hektoliter entsprach 1 1/3 Weizenmuid
- Gips: 1 Muid = 3 Voies = 36 Sacs = 72 Boisseaux = 1152 Litron = 9,3697 Hektoliter

Als direktes Flüssigkeitsmaß wurde das Maß auch als Poincon bezeichnet. 
Die Maßkette und die Einzelgrößen: 
- 1 Poincon = 2 Feuillettes = 4 Quartants = 36 Setiers = 288 Pintes
  - 1 Muid = 13521,6 Pariser Kubikzoll = 268,2195 Liter
  - 1 Feuillette = 6760,8 Pariser Kubikzoll = 134,1098 Liter
  - 1 Quartant = 3380,4 Pariser Kubikzoll = 67,05488 Liter
  - 1 Setier/Velte = 375,6 Pariser Kubikzoll = 7,450542 Liter
  - 1 Pinte = 46,95 Pariser Kubikzoll = 0,9313178 Liter